# جی پارک (خواننده، زاده ۱۹۹۲)
جی پارک (کره‌ای: 박제형؛ زادهٔ ۱۵ سپتامبر ۱۹۹۲) آهنگساز، خواننده، و ترانه‌پرداز اهل کره جنوبی است.